# Chloanthes
Chloanthes là một chi thực vật có hoa trong họ Hoa môi (Lamiaceae).

## Loài
Chi Chloanthes gồm các loài: